# 東条猛猪
東条 猛猪（とうじょう たけい、1910年（明治43年）1月29日 - 1991年（平成3年）5月23日）は、日本の大蔵官僚、実業家。大蔵省銀行局長、北海道拓殖銀行頭取、北海道旅客鉄道初代会長を務めた。

## 経歴
高知県高知市出身。旧制高知高等学校を経て、1931年に東京帝国大学法学部政治学科を卒業。大蔵省に入省。専売局長官官房兼主計局属。1946年9月21日に主計局予算課長。1947年7月2日に主計局第一部長（大蔵、歳入、国会、裁判所、会計検査院、司法、外務、皇室、内閣、内務、地方財政、文部、厚生担当）。1948年7月5日に主計局第一部長（大蔵、歳入、国会、裁判所、会計検査院、司法、外務、皇室、内閣、内務、地方財政、文部、厚生担当）兼主計局第一部第二課長（国会、裁判所、会計検査院、司法、外務担当）。1949年6月1日に主計局次長。1952年8月1日に為替局長（1954年11月18日〜1955年1月は為替局総務課長兼務）。1955年8月2日に銀行局長となる。
1959年、北海道拓殖銀行副頭取に転じ、1962年から1977年まで頭取、同年から1983年まで会長を務め、1974年12月に発足した北海道経済連合会の設立にも尽力。副会長を務めた。このほか、国鉄分割民営化で発足した北海道旅客鉄道の初代会長に就き、全社員に顧客第一主義を徹底させることで経営基盤を固めていった。
1991年5月23日、前立腺がんのため死去。81歳没

## 著書
- 『私の履歴書』日経事業出版社、1983年。
- 乾豊彦、河野一之、鈴木剛、東条猛猪、田嶋一雄、三宅重光『私の履歴書 経済人〈21〉』日本経済新聞社、1986年12月。ISBN 978-4532030933。
  - 乾豊彦、河野一之、鈴木剛、東条猛猪、田嶋一雄、三宅重光『私の履歴書 経済人〈21〉』日本経済新聞社、2004年6月（復刻版）
- 『鉄道の旅 海を渡って見たまま聞いたまま』	三陽印刷、1990年。
- 『過ぎにし我が夢 華北通貨の昔話』東条茂子、1991年。